# Тактика помилки
Тактика помилок (англ. Tactics of Mistake) — науково-фантастичний роман американського письменника Гордона Р. Діксона, вперше опублікований частинами в журналі Analog у 1970-1971 роках. Це частина серії Діксона «Цикл Чайлда», в якій людство досягло зірок і розділилося на окремі групи. Це четверта книга з циклу, але друга хронологічно, дія якої відбувається приблизно через століття після Некроманта і за століття до роману Дорсай!. Головний персонаж, Клетус Грем, є предком ключових персонажів у пізніших творах: близнюків, Аєна та Кенсі Гремів, та їхнього племінника Донала Грема.
Ключовою темою тут є розвиток культури Дорсай та створення військової моделі Дорсай, яка робить їхніх солдатів найкращими серед усіх інших світів. Роман також показує зростання окремих планетарних культур та їх еволюцію до незалежності від Землі.

## Передумова
Наприкінці 22 століття людство заселило п'ятнадцять нових світів навколо дев'яти зірок, включаючи Сонячну систему. Хоча Стара Земля залишається населеною традиційним різноманіттям людей «повного спектру», молоді світи розвинули «розколоті» культури, вибираючи дуже різні шляхи та розвиваючи спеціалізовані культури. Найвідоміші з них: екзоти, філософи, містики та психологи; союзники, пуританські віруючі, які доповнюють мізерне виробництво своїх скелястих світів, наймаючи найманців; і Дорсай, професійні солдати. Пройшло століття з моменту початку заселення інших світів, і молодші світи все ще сильно залежать від Землі.
Землю контролюють дві основні фракції: Західний альянс і Східна коаліція. Хоча вони не воюють відкрито на Землі, вони підтримують протиборчі фракції у війнах на інших планетах. У той час як Західний Альянс надає солдатів цим клієнтам, Східна коаліція, як правило, надсилає радників, зброю та матеріали, покладаючись на місцевих солдатів.

## Короткий зміст
Підполковник Клетус Грем був інструктором у військовій академії Західного Альянсу після травми коліна, що змусила його піти у відставку з дійсної служби. Він завершив три томи запланованої двадцятитомної серії книг про військову стратегію і тактику, і вважає, що його аналіз може здійснити революція у військовій справі, хоча багато хто не сприймає його роботу серйозно. Відчуваючи, що йому потрібно вийти на поле і спробувати застосувати свої теорії на практиці, він залишає академію і вирушає у світ Култіс, де альянс підтримує екзотичну колонію Бакхалла у війні проти сусідньої колонії Нойланд за підтримки коаліції.
Основою його військової стратегії, частково заснованої на фехтуванні, є те, що він називає «тактикою помилки», спокушаючи опонента на перебір і готовність скористатися помилкою. Цей опис є адаптацією подібної концепції в романі «Скарамуш» Рафаеля Сабатіні, коли персонаж Моро навчається в салоні майстра зброї.
У першу ніч на кораблі в Култіс він навмисно виступає проти Доу де Кастріса, міністра зовнішніх справ Східної коаліції, змушуючи ДеКастріа звернути на нього увагу. Він також зустрічає полковника Ічана Хана, офіцера військ Дорсай, якого найняли екзоти, і дочку Хана Меліссу. Мондар, представник екзотів, також присутній і звертає увагу на Грема.
Впроваджуючи свої теорії в дію, Грем неодноразово провокує ДеКастрі та нойландців до агресії, під час якої він готовий накинутися на них. Нарешті, після того, як Грем усунув свого власного командира, який не співпрацював, він спонукає їх розпочати велике вторгнення. Використовуючи війська Дорсай, яких командування Альянсу недооцінювало та мало використовувало, він фактично виграє війну, завдавши ДеКастрі принизливу поразку.
Його перемога насправді зробила його досить непопулярним серед власного командування. Мондар, використовуючи екзотичну науку онтогенетики, визнає його ключовим рушієм історії та намагається завербувати його, щоб Грем приєднався до екзотів, але замість цього він вирішує емігрувати до Дорсай, щоб допомагати будувати їхні військові сили. він передбачає. Виявляється, Грем володіє деякими з передових розумових здібностей екзотів, і з їхньою допомогою він зможе вилікувати своє покалічене коліно.
Мелісса хоче, щоб її батько повернувся на Землю і для цього їй потрібен вплив деКастрі. Грем змушує Меліссу вийти за нього заміж, щоб запобігти від'їзду Ічана, оскільки він відчуває, що той необхідний для його планів.
Протягом багатьох років Грем перетворює Дорсай в унікальну бойову силу, яка стає досить відомою в наступні роки. Завдяки розширеній підготовці та чудовій тактиці вони можуть перемогти більші сили та зазнати набагато менше втрат, ніж будь-які інші, що робить їх набагато економнішими для найму інших світів. Поступово вони досягають такого стану, коли інші світи більше не мають потреби залежати від Землі у військовій підтримці, що загрожує контролю Землі над молодшими світами.
Щоб запобігти цій втраті позицій, дві фракції Землі, Західний альянс і Східна коаліція, об'єднують свої сили під керівництвом ДеКастрів і намагаються розтягнути сили Дорсай настільки, що вони будуть завойовані. Коли Земля вторгається в Дорсай, на лпанеті немає солдатів для її захисту, але ДеКастріс недооцінює силу самих людей Дорсай. Остаточний результат призводить до абсолютно нового балансу сил серед осілих світів.
Справжня битва за сам Дорсай мало висвітлюється в цій книзі. Найголовніша битва за районі Форалі, домі Грема, закінчується між ДеКастрі та Амандою Морган, дев'яносторічною жінкою, яка очолює оборону дому. У повісті «Аманда Морган» вона використана як приклад духу Дорсай.